# ¿Quién eres tú?
 (срп. Ко си ти?) колумбијска је теленовела, продукцијске куће РТИ, снимана у копродукцији са Телевисом током 2012.
Ово је прва теленовела настала у сарадњи РТИ и Телевисе. Представља римејк мексичке теленовеле Злобница (La usurpadora).

## Синопсис
Релативно миран и спокојан живот Наталије и Веронике Харидо промениће се из корена једне ноћи, када њихов очух дође кући припитији него обично. Те ноћи десиће се трагедија са невероватним последицама - живот који су сестре водиле биће уништен. Оне крећу различитим путевима и не знају ништа једна о другој током наредних четрнаест година.
Када се поново сретну, близнакиње откривају једна другој шта им се догодило у протеклих деценију и по. Ниједној није било лако, али јасно је да се Вероникин живот потпуно променио откако се, три године раније, удала за Фелипеа, сина Антонија Ескивела, власника једног од највећих хотелских ланаца у Латинској Америци.
Вероника је у браку била срећна, али не потпуно. Страшна тајна изједа је и не да јој мира. Открива сестри да је, осам година раније, пре него што је упознала Фелипеа, две године била у вези која је резултовала рођењем детета. Остала је без њега пре него што је напунило годину дана. Од тада, Вероника је безуспешно трагала за својом бебом и сада је коначно сазнала где је - налази се у Панами.
Она планира да отпутује тамо на недељу дана, али… Фелипе не сме да зна за то. Наталија не разуме како може да јој помогне, па јој Вероника јасно ставља до знања шта треба да ради - мора да је замени. Глумиће своју сестру близнакињу током недељу дана, заузимајући њено место у кући.
Наравно, ствари не иду баш како су сестре планирале. Иако је Вероника до детаља објаснила Наталији шта је чека у кући, она није сигурна како да се постави према укућанима и свакодневно се суочава са ситуацијама које је испуњавају бригом и немиром. Међутим, главни шок биће сазнање да Вероника није невинашце каквим се представила - амбициозна је, себична и посесивна, а када једном добије оно што жели, није јој битно хоће ли други спознати њено право лице…

## Улоге
| Глумац:                 | Улога:                          |
| ----------------------- | ------------------------------- |
| Лаура Кармајн           | Наталија Харидо Вероника Харидо |
| Хулијан Хил             | Фелипе Ескивел                  |
| Линколн Паломеке        | Лоренсо Ескивел                 |
| Хосе Нарваез            | Иван Куељар                     |
| Хорхе Као               | Антонио Ескивел                 |
| Хосе Хулијан Гавирија   | Лукас Ескивел                   |
| Вивијана Серна          | Габријела Ескивел               |
| Исабел Кристина Естрада | Франсиска Роман                 |
| Марта Лилијана Руиз     | Емилија Де Ескивел              |
| Марисол дел Олмо        | Лусија Сабина                   |
| Паула Барето            | Хулијета Салес                  |
| Агмет Ескаф             | Давид Сантамарина               |
| Валентина Лизкано       | Флоренсија Монард               |
| Алфредо Ахнерт          | Камило Бенитез                  |
| Матилде Лемаитре        | Лаура Белтран                   |
| Линколн Паломеке        | Лоренсо Ескивел                 |
| Хуан Давид Агудело      | Федерико Варгас                 |
| Педро Рендон            | Карлос Санчез Чарли             |
| Џесика Сан Хуан         | Моника Роман                    |
| Луис Енрике Ролдан      | Маунел Монард                   |